# Aechmea decurva
Aechmea decurva är en gräsväxtart som beskrevs av George Richardson Proctor. Aechmea decurva ingår i släktet Aechmea och familjen Bromeliaceae. Inga underarter finns listade i Catalogue of Life.